# USS Saidor (CVE-117)
USS Saidor (CVE-117) – lotniskowiec eskortowy typu Commencement Bay, który służył w United States Navy. 
Brał udział w operacji Crossroads.